# 881. grenadirski polk (Wehrmacht)
881. grenadirski polk (izvirno nemško 881. Grenadier-Regiment; kratica 881. GR) je bil pehotni polk Heera v času druge svetovne vojne.

## Zgodovina
Polk je bil ustanovljen 12. februarja 1943 kot okrepljeni grenadirski polk. Marca istega leta je bil uporabljen za ustanovitev 261. grenadirskega polka.